# Meridiano 17 E

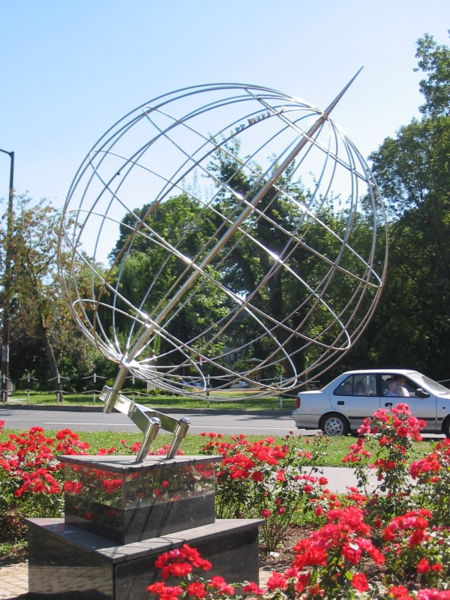
Monumento que assinala a passagem do meridiano 17 E em Nagykanizsa, Hungria

O meridiano 17 E é um meridiano que, partindo do Polo Norte, atravessa o Oceano Ártico, Oceano Atlântico, Europa, África, Oceano Antártico, Antártida e chega ao Polo Sul. Forma um círculo máximo com o meridiano 163 W.
Começando no Polo Norte, o meridiano 17º Este tem os seguintes cruzamentos:
| País, território ou mar        | Notas                                                     |
| ------------------------------ | --------------------------------------------------------- |
| Oceano Ártico                  |                                                           |
| Noruega                        | Ilha de Spitsbergen, Svalbard                             |
| Oceano Atlântico               | Mar da Noruega                                            |
| Noruega                        | Ilhas de Senja e Rolla, e continente                      |
| Suécia                         |                                                           |
| Mar Báltico                    |                                                           |
| Suécia                         | Ilha de Öland                                             |
| Mar Báltico                    |                                                           |
| Polónia                        |                                                           |
| Chéquia                        | Em cerca de 14 km                                         |
| Polónia                        | Em cerca de 9 km                                          |
| Chéquia                        |                                                           |
| Eslováquia                     | Passa a oeste de Bratislava                               |
| Áustria                        |                                                           |
| Hungria                        |                                                           |
| Croácia                        |                                                           |
| Bósnia e Herzegovina           |                                                           |
| Croácia                        | Dalmácia, e as ilhas de Hvar e Korcula                    |
| Mar Mediterrâneo               | Mar Adriático - Passa a leste da ilha de Lastovo, Croácia |
| Itália                         |                                                           |
| Mar Mediterrâneo               | Golfo de Taranto                                          |
| Itália                         |                                                           |
| Mar Mediterrâneo               |                                                           |
| Líbia                          |                                                           |
| Chade                          |                                                           |
| República Centro-Africana      |                                                           |
| República do Congo             |                                                           |
| República Democrática do Congo |                                                           |
| Angola                         |                                                           |
| Namíbia                        | Passa a oeste de Windhoek                                 |
| África do Sul                  |                                                           |
| Oceano Atlântico               |                                                           |
| Oceano Antártico               |                                                           |
| Antártida                      | Terra da Rainha Maud, reclamada pela Noruega              |